# Fight Like a Girl (Emilie Autumn-album)
Fight Like a Girl är det femte studioalbumet av den amerikanske artisten Emilie Autumn. Albumet gavs ut på CD och digital nedladdning den 24 juli 2012 genom Autumns webbplats.

## Bakgrund
Redan i juli 2010 avslöjade Autumn albumets akronym, F.L.A.G, via sin Twitter-sida. Efter att hon hade börjat framföra albumets låtar på turné släppte hon den 11 april 2012 titelspåret "Fight Like a Girl" på singel ihop med b-sidan "Time for Tea". "The Key" var den sista låten man färdigställde inför albumet.
Till skillnad från singeln, som skivbolaget The End Records lanserade genom iTunes Store, säljs albumet enbart genom Autumns webbplats. Syftet med Fight Like a Girl var ett album lämpat för musikteater och Autumn var således inte lika angelägen att uppnå listframgångar med det. Autumn har förklarat att innebörden bakom titeln är att "ta alla de saker som gör kvinnor 'underlägsna' och använda dem till sin fördel". Albumet är baserat på hennes roman, The Asylum for Wayward Victorian Girls, och andra personliga upplevelser.

## Låtlista
Låtarna skrivna av Emilie Autumn.
1. "Fight Like a Girl" – 5:33
2. "Time for Tea" – 4:32
3. "4 o'Clock Reprise" – 1:21
4. "What Will I Remember?" – 2:54
5. "Take the Pill" – 5:17
6. "Girls! Girls! Girls!" – 6:16
7. "I Don't Understand" – 2:13
8. "We Want Them Young" – 2:47
9. "If I Burn" – 5:32
10. "Scavenger" – 6:59
11. "Gaslight" – 5:10
12. "The Key" – 2:13
13. "Hell Is Empty" – 1:12
14. "Gaslight Reprise" – 2:13
15. "Goodnight, Sweet Ladies" – 4:45
16. "Start Another Story" – 1:57
17. "One Foot in Front of the Other" – 4:33

Källa:

## Medverkande
- Emilie Autumn – artist, inspelning, producent
- Ulrich Wild – mixning, mastering
- Melissa King – fotografi

Källa:

### Engelska originalcitat
1. ↑  "Like her live stage show, this is not rock, not for radio, not for MTV. This is musical theatre, rock opera, and proud of it."
2. ↑  "about taking all these things that make women the underdogs and using them to your advantage"